# 長船町八日市
長船町八日市（おさふねちょうようかいち）は、岡山県瀬戸内市長船町にある地名。

## 周辺
- 国道2号
- 山陽新幹線
- 岡山中央郵便局長船分室
- ベネッセコーポレーション物流センター
- 宇野バス八日市車庫
- 瀬戸内市立行幸小学校
- 瀬戸内市立行幸幼稚園
- 瀬戸内市立長船西保育園
- 備前長船刀剣博物館（長船町長船 側）
- 長船カントリークラブ
- コーシンボウル
- リョービガーデン（岡山市側）

## バス
- 宇野バス
  - 八日市発⇒浅川・平島・中尾・長岡団地・兼基・二本松・国富・表町バスセンター経由岡山駅行
  - 八日市発⇒香登駅前・伊部駅前経由片上行